# Veeru Kohli
Veeru Kohli (née en 1964) est une militante pakistanaise contre le travail forcé et en faveur des droits humains. Elle est connue pour avoir commencé à faire campagne contre l'esclavage après vingt ans de servitude.

## Vie privée
Elle est née dans une famille d'ouvriers agricoles hindous issus d'une caste vouée à rester pauvre dans le village d'Allahdino Shah à Jhuddo, dans la province du Sind, et s'est mariée à l'âge de 16 ans avec un des membres de la famille de ses propriétaires,. Elle est maintenant veuve avec 11 enfants. Son nom est parfois écrit Veero Kohli.

## Faire campagne
En 2013, elle s'est présentée comme candidate indépendante aux élections provinciales d'Hyderabad,.
Elle avait auparavant été esclave dans le sud du Pakistan mais avait échappé à ses ravisseurs.
Après avoir été de nouveau contrainte à la servitude et subi des coups, elle a tenu tête aux autorités et a obtenu sa liberté avec l'aide de la Commission des droits de l'homme du Pakistan à Hyderabad. Ses expériences l'ont poussée à militer pour la liberté des autres. Oxfam International l'a aidée à promouvoir ses idées et à développer sa confiance en elle.
En 2009, elle a reçu le Frederick Douglass Freedom Award de l'organisation Free the Slaves,.

## Azad Nagar
Azad Nagar est le campement que Veeru Kohli a construit avec l'aide d'ONG locales, Green Rural Development Organization (GRDO) et Action Aid en 2006. Il a été conçu comme un endroit où les travailleurs asservis libérés vivraient temporairement au début de leur nouvelle vie. Il compte 310 familles sur 4,5 hectares de terres. La plupart des habitants sont hindous.